# Estadio de Fútbol Panamericano de San Cristóbal
Das Estadio de Fútbol Panamericano de San Cristóbal (kurz: Estadio Panamericano) ist ein Fußballstadion in der dominikanischen Stadt San Cristóbal in der gleichnamigen Provinz. Es wurde für das Frauenfußballturnier bei den 2003 veranstalteten XIV. Panamerikanischen Spielen erbaut. Es bietet Platz für 2800 Zuschauer.